# Heinrich von Schirmeister
Pour les articles homonymes, voir Schirmeister.
Heinrich (Karl Friedrich Wilhelm) von Schirmeister (né le 17 août 1817 à Stannaitschen (de), arrondissement de Gumbinnen et mort le 14 août 1892 à Berlin) est un avocat administratif prussien et député du Reichstag.

## Biographie
Schirmeister étudie à l'école Frédéric de Gumbinnen et devient agriculteur. Il étudie ensuite le droit à l'Université Albertus de Königsberg, à l'Université Robert-Charles de Heidelberg et à l'Université Frédéric-Guillaume de Berlin. Il est membre du Corps Littuania à partir de 1836 et reste avec la scission Silber-Litthauer en 1848. De 1841 à 1865, il est dans la fonction publique en tant que stagiaire du gouvernement à Königsberg et administrateur de l'arrondissement d'Insterbourg (1845-1851) et de l'arrondissement de Darkehmen (de) (1851-1865). Il travaille ensuite pour la banque d'assurance incendie pour l'Allemagne à Gotha. Il est membre du Parlement de Francfort et de sa commission économique. Il est également membre honoraire de l'Association agricole centrale pour la Lituanie et la Mazurie. En 1861, il est anobli par Guillaume Ier. De 1881 à 1884, il représente la 5e circonscription de Königsberg au Reichstag pour l'Union libérale.